# GameStick
 (avril 2021).
La GameStick est une microconsole en projet, qui sera produite par PlayJam (en), apparue pour la première fois le 2 janvier 2013 sur internet, sur le site kickstarter. Son lancement a été encore reporté, pour un prix de 79 $, soit environ 60 € pour les personnes ayant contribué au financement Kickstarter, le prix public est situé aux alentours de 100 dollars pour sa sortie. Le prix n'est pas officiel pour le moment. Comme sa « concurrente » la Ouya, elle sera basée sur des jeux de type téléchargeable via une connexion Wi-Fi. Elle sera également compatible avec les appareils mobiles iOS et Android, qui pourront être utilisés comme périphériques de la console via Bluetooth.

## Histoire

### Développement
Le 2 janvier 2013, PlayJam lance son projet sur Kickstarter, plate-forme sur laquelle la société souhaite récolter 100 000 $ nécessaires au financement. Vingt-quatre heures plus tard, le montant réuni dépasse 140 000 $. Le 8 janvier 2013, une annonce fait part de la possibilité d'utiliser des appareils mobiles tournant sous iOS ou Android comme manettes pour la console. Le 9 janvier, PlayJam annonce diverses variantes de développement des équipements en fonction des sommes collectées : s'il dépasse les 320 000 $, la manette sera disponible en noir. Au-delà d'un seuil de 450 000 $, la manette sera disponible en rouge, en plus d'une troisième couleur qui sera à déterminer par un vote sur Facebook[source insuffisante]. Et pour 560 000 $, la console sera équipée d'un port Micro SD, pouvant supporter une carte de 32 Gio. Deux jours plus tard, les 320 000 $ sont atteints. 450 000 $ sont réunis le 22 janvier. PlayJam ayant entre-temps revu à la baisse ses seuils proposera donc l'ajout du port Micro SD. Le 29 janvier, PlayJam dévoile le design final de la console,, et le lendemain, à deux jours de la fin du financement du projet, le seuil des 560 000 $ est finalement dépassé. Le montant final de la campagne s'élève à 647 658 $. Le 28 mars 2013, Anthony Johnson, responsable marketing de PlayJam, annonce que la console doit sortir fin juin à un prix de 79 £ en Angleterre (soit environ 90 €), et serait surtout tournée vers le casual gaming. Le 18 juin, la date de sortie est encore repoussée au mois d’août. Le 16 août 2013, le fabricant annonce que la production commencera dans le mois après les essais concluants des prototypes, et que les premières consoles arriveront chez les détaillants au milieu du mois de septembre.

## La console

### Design
La console en elle-même fait la taille d'une clé USB (qui se branche sur le port HDMI de la télévision), qui peut s'emboîter dans la manette pour être emmenée partout. Elle sera disponible en coloris blanc, noir, rouge et en une couleur « special Kickstarter edition » (noir et vert) votée sur Facebook.

### Spécifications techniques
Les caractéristiques techniques de la console[réf. nécessaire] :
- Fonctionne sous Android Jelly Bean
- Architecture double-cœur ARM Cortex-A9
- Processeur Amlogic 8726-MX
- Puce graphique Mali-400 MP
- Wi-Fi 802.11 b/g/n
- fonction Bluetooth (version 4.0)
- 1 Gio de mémoire vive DDR3 SDRAM
- 8 Gio de mémoire flash
- Full HD 1080p
- supporte le XBMC et le DLNA
- Trois ports USB
- Port HDMI
- Port Micro SD (possibilité d'avoir 32 Go de mémoire supplémentaire)
- manette sans fil (jusqu'à quatre manettes)
- Alimentation de la manette : batterie de 600 mAh pour 40 heures d'autonomie.
- possibilité d'utiliser des appareils mobiles iOS ou Android (version 4.2 ou plus) comme manette pour la console.

### Accessoires
La manette du GameStick est très classique, avec deux sticks analogiques, une croix directionnelle, quatre boutons d'action, trois boutons d'action et deux gâchettes. Le bouton d'allumage de la console est cependant situé sur la manette, et elle dispose d'un LED qui indique son niveau de batterie ou le mode de jeu (souris/clavier/manette)[réf. nécessaire].
Le 18 janvier 2013, PlayJam annonce qu'un périphérique pour la console, le Dock GameStick, sera disponible au lancement de la console. Il sera équipé d'un port Ethernet, Micro SD (possibilité d'avoir 64 Gio de mémoire supplémentaire) et de 3 ports USB et HDMI. Il sera ainsi possible de le connecter à plusieurs accessoires : micro, clavier, souris, caméras… Il permettra aussi de recharger la manette juste en la posant sur le périphérique[réf. nécessaire].

## Jeux
Bien que ne donnant pas de noms de jeux précis, PlayJam a identifié 200 titres Android qui seraient idéalement adaptables à la GameStick. PlayJam travaille avec plus de 250 développeurs, y compris des studios tels que Madfinger Games, Hutch, Disney pour « vous apporter le meilleur line-up, (« to bring you the better line-up »). Le coût moyen d'un jeu sur GameStick sera de quelques dollars »[réf. nécessaire].
Parmi les jeux sortant sur la console à son lancement, on trouve Shadowgun, Smash Cops, Another World, Vector, Aftermath[Lequel ?], Boulder Dash, Raiden Legacy, Hungry Shark.

### Articles externes
- Site officiel
- « Page Kickstarter officiel »